# Olympische Sommerspiele 1968/Teilnehmer (Belgien)
| Gelbes Symbol für Goldmedaillen mit stilisierten Olympischen Ringen | Graues Symbol für Silbermedaillen mit stilisierten Olympischen Ringen | Braundes Symbol für Bronzemedaillen mit stilisierten Olympischen Ringen |
| ------------------------------------------------------------------- | --------------------------------------------------------------------- | ----------------------------------------------------------------------- |
| —                                                                   | 1                                                                     | 2                                                                       |

Belgien nahm an den Olympischen Sommerspielen 1968 in Mexiko-Stadt mit einer Delegation von 82 Athleten (77 Männer und fünf Frauen) an 55 Wettkämpfen in dreizehn Sportarten teil. Fahnenträger bei der Eröffnungsfeier war der Leichtathlet Gaston Roelants.

## Teilnehmer nach Sportarten

### Fechten
- Florent Bessemans
- Yves Brasseur
- Michel Constandt

### Gewichtheben
- Serge Reding
Silber  Schwergewicht
- Jean-Pierre Van Lerberghe

### Hockey
- 9. Platz
- Yves Bernaert
- Charly Bouvy
- Jean-Marie Buisset
- Michel Deville
- Daniel Dupont
- Jean-François Gilles
- William Hansen
- Jean-Louis le Clerc
- Marc Legros
- Guy Miserque
- André Muschs
- Claude Ravinet
- Jean-Louis Roersch
- Armand Solie
- Georges Vanderhulst

### Kanu
- Jean-Pierre Burny
- Marc Moens
- Herman Naegels

### Leichtathletik
| Männer - André Dehertoghe - Wilfried Geeroms - Philippe Housiaux - Roger Lespagnard - Maurice Peiren - Jacques Pennewaert - Willy Polleunis - Miel Puttemans - Gaston Roelants - Edgard Salvé - Rudi Simon - Eddy Van Butsele - Gilbert Van Manshoven - Lode Wyns | Frauen - Roswitha Emonts-Gast |

### Radsport
- Dirk Baert
- Ernest Bens
- Michel Coulon
- Paul Crapez
- Roger De Vlaeminck
- Willy De Bosscher
- André Dierickx
- Daniel Goens
Bronze  Tandemsprint
- Marcel Grifnée
- Frans Mintjens
- Jean-Pierre Monseré
- Englebert Opdebeeck
- Joseph Schoeters
- Robert Van Lancker
Bronze  Tandemsprint
- Ronny Vanmarcke

### Ringen
- Léonard Dutz
- Arthur Spaenhoven

### Rudern
- Claude Dehombreux

### Schießen
- Francis Cornet
- François Lafortune
- Guy Rénard

### Schwimmen
| Männer - Jacques Henrard - Joseph Meyten - François Simons - Herman Verbauwen | Frauen - Francine Dauven - Carla Galle |

### Segeln
- Christian Maes
- Jacques Rogge
- Joël Roland

### Turnen
Frauen
- Christiane Goethals
- Horta Van Hoye

### Volleyball
Männer
- 8. Platz
- Willem Bossaerts
- Leo Dierckx
- Hugo Huybrechts
- Roger Maes
- Paul Mestdagh
- Jozef Mol
- Berto Poosen
- Benno Saelens
- Bernard Vaillant
- Roger Vandergoten
- Ronald Vandewal
- Fernand Walder